# Amstel Curaçao Race 2014
In 2014 werd de dertiende editie verreden van de Amstel Curaçao Race. De wedstrijd werd gewonnen door de Nederlander Niki Terpstra en de Nederlandse Katje Vogels won het vrouwenklassement. Deze editie was tevens de laatste. Door de mondialisering van de sport en de hoge startgelden die in andere exotische wedstrijden worden gegeven is het voor organisator Leo van Vliet niet langer mogelijk een goed internationaal deelnemersveld naar het eiland te krijgen.

## Uitslag (top 10)
| Rang | Renner              | Land      | Ploeg                     | Tijd       |
| ---- | ------------------- | --------- | ------------------------- | ---------- |
| 1    | Niki Terpstra       | Nederland | Omega Pharma-Quickstep    | 2h 14' 33" |
| 2    | Tim Wellens         | België    | Lotto-Belisol             | + 23"      |
| 3    | Sebastian Langeveld | Nederland | Garmin-Sharp              | + 23"      |
| 4    | Dylan van Baarle    | Nederland | Garmin Sharp              | + 3' 00"   |
| 5    | Moreno Hofland      | Nederland | Team Belkin               | + 3' 01"   |
| 6    | Mitchel Cornelisse  | Nederland | Rabobank Development Team | + 3' 18"   |
| 7    | Cees Snoek          | Nederland | [[]]                      | + 3' 19"   |
| 8    | Roy Jans            | België    | Wanty-Groupe Gobert       | + 3' 48"   |
| 9    | Faisal Camelia      | Curaçao   | [[]]                      | + 3' 48"   |
| 10   | Jens Debusschere    | België    | Lotto-Belisol             | + 3' 48"   |

| Rang* | Renner                 | Land      | Ploeg | Tijd       |
| ----- | ---------------------- | --------- | ----- | ---------- |
| 1     | Katja Vogels           | Nederland |       | 2h 40' 41" |
| 2     | Ivanka Dijkxhoorn      | Nederland |       | + 6' 17"   |
| 3     | Joanne Groeneveldt     | Nederland |       | + 6' 19"   |
| 4     | Lisa Groothuesheidkamp | Curaçao   |       | + 6' 32"   |
| 5     | Joyce Raaijmakers      | Nederland |       | + 11' 49"  |